# Saint-Hilaire-le-Petit
Saint-Hilaire-le-Petit è un comune francese di 287 abitanti situato nel dipartimento della Marna nella regione del Grand Est.

## Società

### Evoluzione demografica
Abitanti censiti